# La Foire aux vanités (mini-série)
Pour les articles homonymes, voir La Foire aux vanités et La Foire aux vanités (homonymie).
La Foire aux vanités (Vanity Fair) est une mini-série de 2018 fondée sur le roman éponyme de William Makepeace Thackeray paru en 1848. Il a été produit par Mammoth Screen et distribué par ITV et Amazon Studios.
La série est interprétée par Olivia Cooke dans le rôle de Becky Sharp, Tom Bateman dans le rôle du capitaine Rawdon Crawley et Michael Palin dans le rôle de l'auteur William Makepeace Thackeray .   Elle a été diffusée sur ITV du 2 Septembre au 7 octobre 2018 et sur ARTE le 12 décembre 2019.

## Synopsis
Amelia Sedley et Rebecca (dite Becky) Sharp sont deux amies qui suivent l'enseignement d'un pensionnat pour jeunes filles. La première est issue d'une famille bourgeoise fortunée, est timide, douce et ne connaît rien de la vie. La seconde a perdu ses parents (son père était peintre et sa mère une chanteuse d'opéra française). Elle est intelligente, charmante et fait tout pour cacher ses origines modestes et suspectes aux yeux de la bonne société londonienne.
Bien consciente de ses charmes, Becky s’invite chez Amelia dont elle compte séduire et épouser le frère, un homme rustre revenu des Indes.

## Distribution
Personnages principaux
- Olivia Cooke (VF : Léopoldine Serre) : Becky Sharp
- Claudia Jessie (VF : Karine Foviau) : Amelia Sedley
- Tom Bateman (VF : Philippe Valmont) : Rawdon Crawley
- Johnny Flynn (VF : Damien Ferrette) : William Dobbin
- Charlie Rowe (VF : Fabrice Trojani) : George Osborne
- Simon Russell Beale (VF : Michel Voletti) : John Sedley
- Anthony Head (VF : Hervé Furic) : Lord Steyne
- Martin Clunes (VF : Gabriel Le Doze) : Sir Pitt Crawley
- Frances de la Tour (VF : Colette Venhard) : Lady Matilda Crawley
- Michael Palin (VF : Patrick Préjean) : William Makepeace Thackeray, le conteur
- Robert Pugh (VF : Benoît Allemane) : John Osborne
- Suranne Jones (VF : Dominique Vallée) : Miss Pinkerton
- David Fynn (VF : Christophe Lemoine) : Jos Sedley
- Claire Skinner (VF : Rafaèle Moutier) : Mrs. Louisa Sedley
- Mathew Baynton (VF : Yann Peira) : Bute Crawley
- Sian Clifford (VF : Julie Dumas) : Martha Crawley
- Felicity Montagu (VF : Coco Noël) : Arabella Briggs
- Monica Dolan (VF : Brigitte Aubry) : Peggy O'Dowd

Personnages récurrents
- Ellie Kendrick : Jane Osborne
- Elizabeth Berrington : Lady Bareacres
- Will Barton (VF : Vincent Violette) : Lord Bareacres
- Sally Phillips (VF : Dorothée Jemma) : Lady Steyne
- Richard Dixon : Général Tuffo
- Peter Wight (VF : Michel Laroussi) : M. Raggles
- Patrick FitzSymons (VF : Jean-François Aupied) : Major Michael O'Dowd